# Blauet de Madagascar
El blauet de Madagascar (Corythornis vintsioides) és una espècie d'ocell de la família dels alcedínids (Alcedinidae) que habita zones humides i costes de Madagascar i les illes Comores.